# Библиотека казанских студентов
Библиотека казанских студентов — революционная организация студентов Московского университета в 1859—1863 гг.
Организация была создана выходцами из Казанского университета. Среди них были ученики Н. Г. Чернышевского из Саратовской гимназии (Ю. М. Мосолов и др.).
Студенты самостоятельно издавали и распространяли учебную литературу. Кроме того, «Библиотека казанских студентов» выписывала прогрессивные журналы, покупала сочинения Н. Г. Чернышевского, П. Ж. Прудона, Л. Блана.
Эта легальная деятельность была прикрытием тайного политического кружка. Его руководителями были Ю. М. Мосолов, Н. М. Шатилов и др. В кружке состояло до 50 человек, в том числе несколько офицеров.
В начале 1861 года из «Библиотеки» выделился кружок Аргиропуло-Заичневского.
В 1862 году организация, сохраняя своё название, стала Московским отделением «Земли и воли». Кружок поддерживал связи с петербургским центром и с организациями «Земли и воли» в Казани, Нижнем Новгороде. Некоторые участники кружка были арестованы в 1863 году, привлечены к суду по т. н. делу Андрущенко.